# Masłów (Sainte-Croix)
Pour les articles homonymes, voir Masłów.
Masłów est un village de la voïvodie de Sainte-Croix et du powiat de Kielce. Il est le siège de la gmina de Masłów et comptait 1 528 habitants en 2006.